# Liste der Kantone im Département Oise
Das Département Oise liegt in der Region Hauts-de-France in Frankreich. Es untergliedert sich in vier Arrondissements mit 21 Kantonen (französisch cantons).
Siehe auch: Liste der Gemeinden im Département Oise
| Kanton                 | Gemeinden | Einwohner 1. Januar 2022 | Fläche km² | Dichte Einw./km² | Code INSEE | Arrondissement(e)   |
| ---------------------- | --------- | ------------------------ | ---------- | ---------------- | ---------- | ------------------- |
| Beauvais-1             | 7 1⁄2     | 40.112                   | 82,13      | 488              | 6001       | Beauvais            |
| Beauvais-2             | 25 1⁄2    | 47.069                   | 276,15     | 170              | 6002       | Beauvais            |
| Chantilly              | 10        | 42.465                   | 116,83     | 363              | 6003       | Senlis              |
| Chaumont-en-Vexin      | 65        | 46.933                   | 552,65     | 85               | 6004       | Beauvais            |
| Clermont               | 20        | 39.506                   | 130,81     | 302              | 6005       | Clermont            |
| Compiègne-1            | 19 1⁄2    | 41.627                   | 208,06     | 200              | 6006       | Compiègne           |
| Compiègne-2            | 16 1⁄2    | 47.683                   | 210,64     | 226              | 6007       | Compiègne           |
| Creil                  | 2         | 41.289                   | 33,35      | 1.238            | 6008       | Senlis              |
| Crépy-en-Valois        | 25        | 33.881                   | 240,83     | 141              | 6009       | Senlis              |
| Estrées-Saint-Denis    | 71        | 42.644                   | 551,46     | 77               | 6010       | Clermont, Compiègne |
| Grandvilliers          | 100       | 39.746                   | 749,72     | 53               | 6011       | Beauvais            |
| Méru                   | 14        | 47.324                   | 151,64     | 312              | 6012       | Beauvais, Senlis    |
| Montataire             | 15        | 37.060                   | 120,55     | 307              | 6013       | Clermont, Senlis    |
| Mouy                   | 35        | 37.427                   | 330,48     | 113              | 6014       | Beauvais, Clermont  |
| Nanteuil-le-Haudouin   | 46        | 32.739                   | 480,16     | 68               | 6015       | Senlis              |
| Nogent-sur-Oise        | 6         | 39.530                   | 33,45      | 1.182            | 6016       | Clermont, Senlis    |
| Noyon                  | 42        | 31.879                   | 266,98     | 119              | 6017       | Compiègne           |
| Pont-Sainte-Maxence    | 22        | 32.036                   | 175,68     | 182              | 6018       | Clermont, Senlis    |
| Saint-Just-en-Chaussée | 84        | 43.943                   | 681,65     | 64               | 6019       | Beauvais, Clermont  |
| Senlis                 | 14        | 33.274                   | 168,01     | 198              | 6020       | Senlis              |
| Thourotte              | 40        | 32.558                   | 298,99     | 109              | 6021       | Compiègne           |
| Département Oise       | 680       | 830.725                  | 5.860,22   | 142              | 60         | –                   |

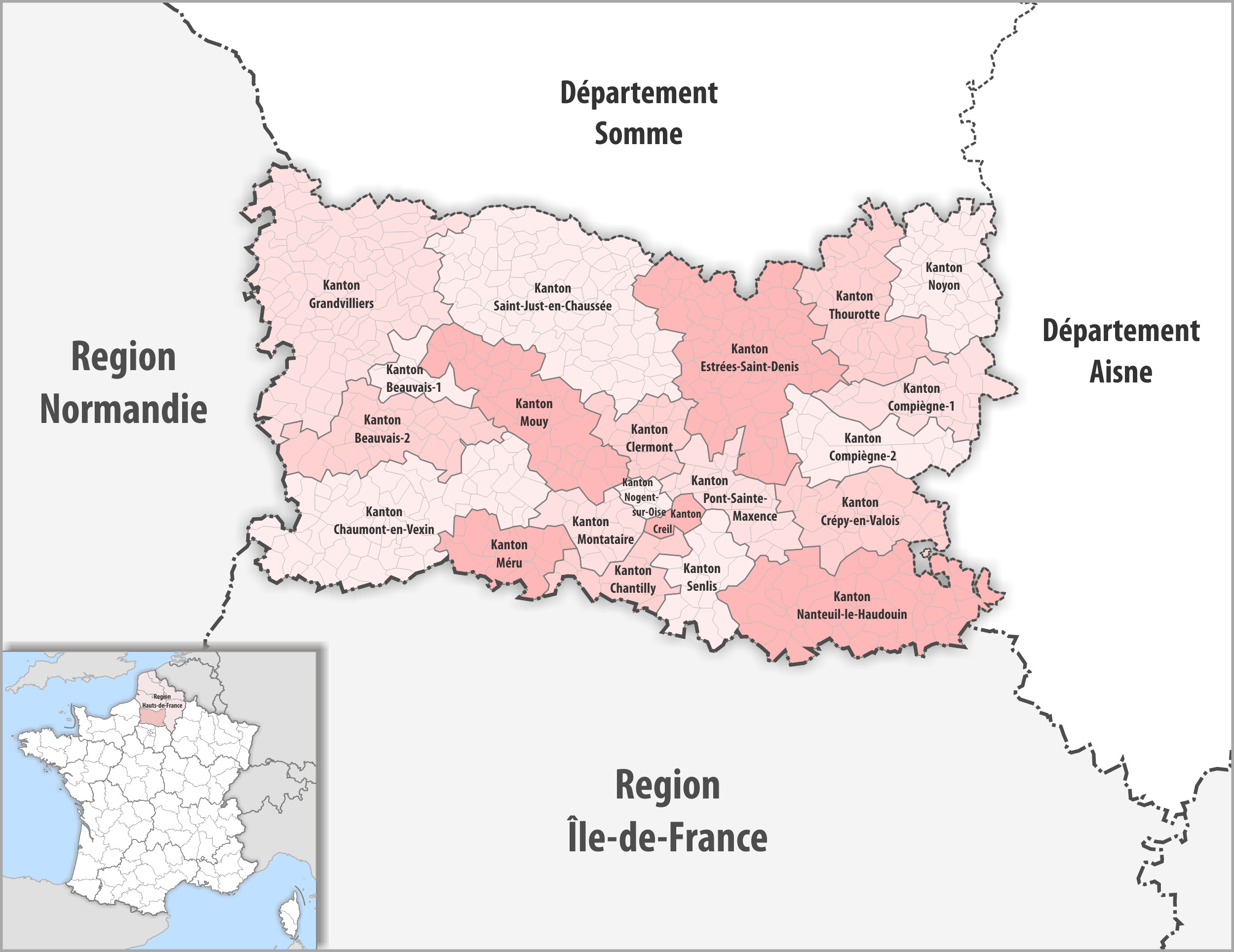
Gemeinden und Kantone im Département Oise

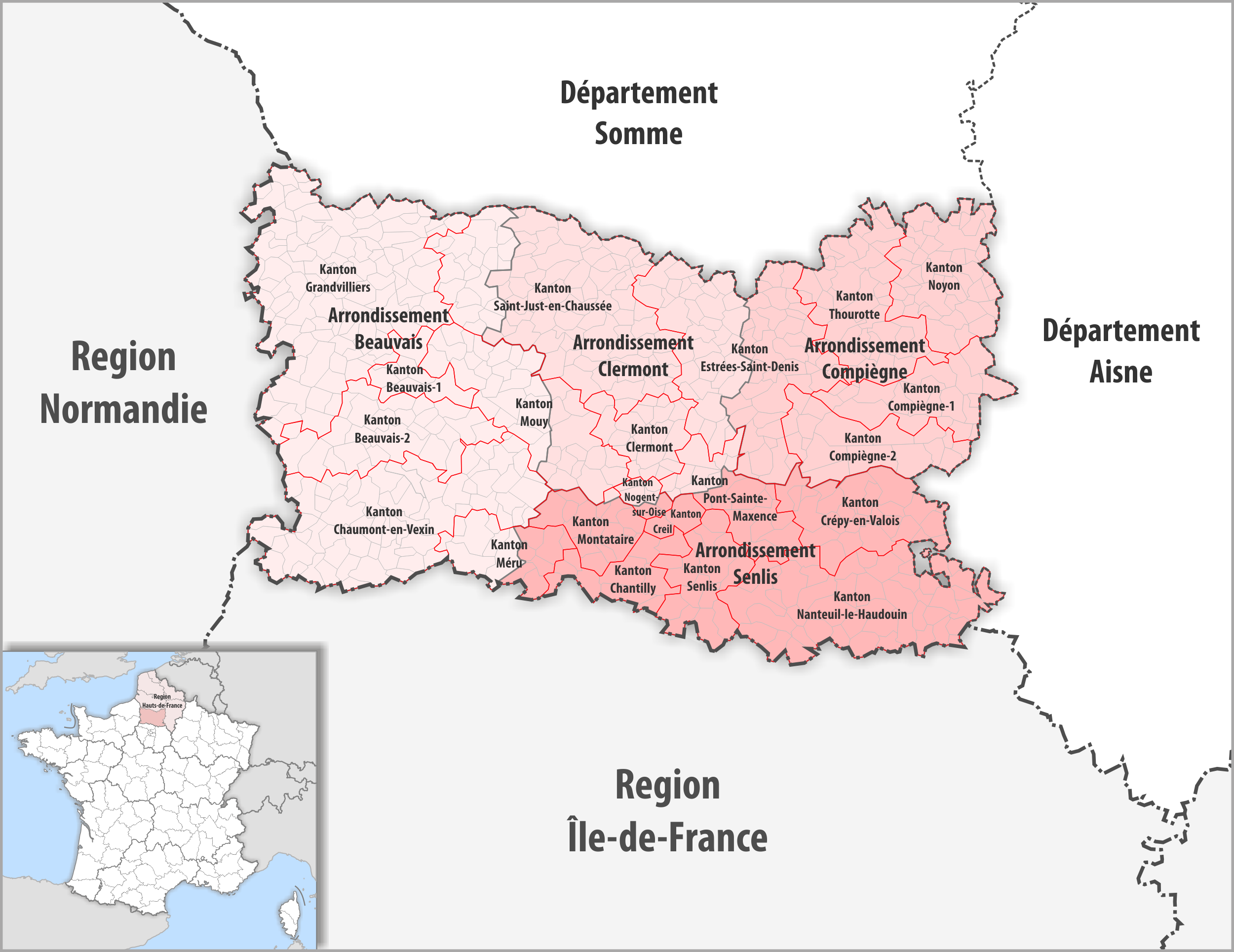
Gemeinden, Arrondissemente und Kantone im Département Oise

Darunter sind Kantone, die Gemeinden aus verschiedenen Arrondissements enthalten.

## Ehemalige Kantone
Vor der landesweiten Neuordnung der Kantone im März 2015 teilte sich das Département in 41 Kantone:
| Arrondissement | Kantone |
| -------------- | --- |
| Beauvais       | Auneuil, Beauvais-Nord-Est, Beauvais-Nord-Ouest, Beauvais-Sud-Ouest, Chaumont-en-Vexin, Le Coudray-Saint-Germer, Crèvecœur-le-Grand, Formerie, Grandvilliers, Marseille-en-Beauvaisis, Méru, Nivillers, Noailles, Songeons |
| Clermont       | Breteuil, Clermont, Froissy, Liancourt, Maignelay-Montigny, Mouy, Saint-Just-en-Chaussée |
| Compiègne      | Attichy, Compiègne-Nord, Compiègne-Sud-Est, Compiègne-Sud-Ouest, Estrées-Saint-Denis, Guiscard, Lassigny, Noyon, Ressons-sur-Matz, Ribécourt-Dreslincourt                                                                  |
| Senlis         | Betz, Chantilly, Creil-Nogent-sur-Oise, Creil-Sud, Crépy-en-Valois, Montataire, Nanteuil-le-Haudouin, Neuilly-en-Thelle, Pont-Sainte-Maxence, Senlis                                                                       |